# Majuga frita
Majuga frita o cornalito frito, es un plato típico de la gastronomía de Argentina, Brasil y Uruguay. Se trata de un tipo de pescado frito, en el que se usa el odontesthes incisa o sorgentinia incisa, un pez pequeño, conocido como majuga o pejerrey, en Uruguay y como cornalito, en Argentina.
La temporada de pesca es principalmente durante el otoño e invierno austral, aunque el plato es de consumo típico en verano. Según Diego Bigongiari en su libro Guía Austral Spectator sobre pescados de mar y mariscos, el cornalito es la «papa frita del mar».

## Preparación
Se trata de una preparación muy simple, que puede servirse sólo, o como acompañante de otros platos de pescado. Se cubren con harina o con pastela (para hacerlos a la romana) y se fríen en abundante aceite bien caliente. Se sirven acompañados con gajos de limón y se rocía el jugo antes de comer. También pueden prepararse en escabeche.

## Consumo
El consumo más frecuente es de preparación casera, aunque ocasionalmente pueden encontrarse en las cartas de algunos restaurantes, conocidos como bodegones, como es el caso de El Faro de Vigo, Centro Lalín, Casa Galicia y La Pescadorita. En Uruguay, pueden consumirse ya prontos de forma ocasional en los puestos de pescado de La Unión.